# Stazione di Toba-kaidō
La stazione di Toba-kaidō (鳥羽街道駅?, Toba-kaidō-eki) è una stazione ferroviaria delle Ferrovie Keihan situata nel quartiere di Higashiyama-ku della città di Kyoto nella prefettura omonima, in Giappone. La stazione è servita dalla linea principale Keihan ed è dotata di 2 binari passanti in superficie.

## Linee e servizi

### Treni
Ferrovie Keihan
● Linea principale Keihan

## Struttura
La stazione è costituita da due marciapiedi laterali con due binari passanti in superficie.
| 1  | ● Linea principale Keihan | per Sanjō e Demachiyanagi                                                            |
| ２ | ● Linea principale Keihan | per Tambahashi, Hirakatashi, Kyōbashi, Yodoyabashi o Nakanoshima (linea Nakanoshima) |

## Stazioni adiacenti
| «                                 | Servizio                                 | »                       |
| Linea principale Keihan           | Linea principale Keihan                  | Linea principale Keihan |
| --------------------------------- | ---------------------------------------- | ----------------------- |
| Fushimi-Inari                     | Locale Subespresso Subespresso pendolari | Tōfukuji                |
| Tutti gli altri treni non fermano |                                          |                         |